# Пауль Еккер
Пауль Еккер (нім. Paul Ecker; 21 травня 1913, Лінц — 27 лютого 1979, Лінц) — австрійський і німецький офіцер, оберстлейтенант вермахту (1 листопада 1944). Кавалер Лицарського хреста Залізного хреста з дубовим листям.

## Біографія
23 березня 1933 року вступив в 7-й альпійський полк австрійської армії. Після аншлюсу 13 березня 1938 року автоматично перейшов у вермахт. З серпня 1938 року — ад'ютант 1-го батальйону 12-го стрілецького полку 4-ї танкової дивізії. Учасник Польської кампанії. Під час Французької кампанії командував 3-ою ротою свого полку. З червня 1941 року брав участь у Німецько-радянській війні. 20 березня 1942 року був тяжко поранений під Орлом. З вересня 1942 року — командир 1-го батальйону 9-го моторизованого полку, дислокованого в Італії. 16 вересня 1944 року у бою в районі Ріміні важко поранений, йому були ампутовані ліва ступня та права гомілка. Більше участі у бойових діях Еккер не брав.

## Нагороди
- Медаль «За вислугу років у Вермахті» 4-го класу (4 роки)
- Залізний хрест
  - 2-го класу (16 листопада 1939)
  - 1-го класу (11 червня 1940)
- Нагрудний знак «За танкову атаку» в бронзі (17 липня 1940)
- Медаль «За зимову кампанію на Сході 1941/42» (27 листопада 1942)
- Німецький хрест в золоті (12 березня 1943)
- Відзначений у Вермахтберіхт (28 лютого 1944)
- Лицарський хрест Залізного хреста з дубовим листям
  - лицарський хрест (16 березня 1944)
  - дубове листя (№634; 28 жовтня 1944)
- Нагрудний знак «За поранення» в золоті